# 국립세종도서관
국립세종도서관(國立世宗圖書館)은 정부정책에 특화된 도서관 서비스를 제공에 관한 사무를 분장하는 국립중앙도서관의 소속기관이다. 2013년 9월 3일 발족하였으며, 세종특별자치시 다솜3로 48에 위치하다. 관장은 서기관으로 보한다.

## 개요
- 개관일: 2013년 12월 12일
- 건립 주체: 대한민국 행정중심복합도시건설청
- 운영 주체: 국립중앙도서관
- 주소: 세종특별자치시 다솜3로 48

## 연혁
- 2008년 9월: 국립종합도서관 건립 예비타당성 조사 적합 판정.
- 2013년 12월: 국립세종도서관 개관.

## 조직

### 관장
- 기획관리과[3]
- 정책자료과[4]
- 서비스이용과[4]

### 시설 안내
- 4층: 식당/직원휴게실/체력단련실

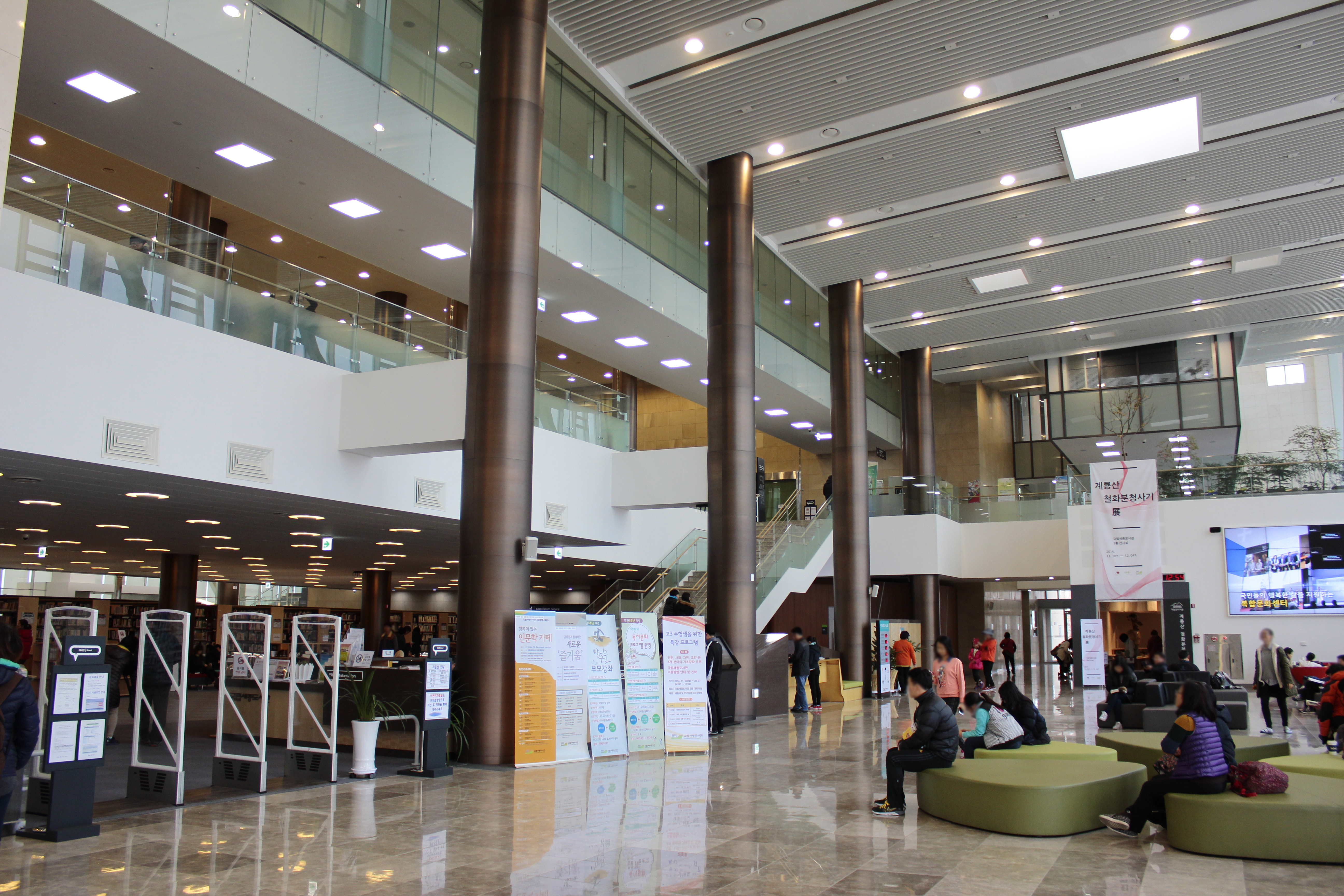
도서관 홀

- 3층: 강의실/교육지원실/관장실/회의실/업무시설
- 2층: 일반자료실2, 정책정보자료실
- 1층: 일반자료실1, 전시실, 편의점
- 지하 1층: 어린이자료실, 서고, 업무시설, 지하주차장
- 지하 2층: 도서서고/전산실/기계실/전기실

### 소장 자료
현재 2021년 10월 31일 기준 총 775,257(책)을 소장하고 있으며, 자세한 사항은 다음과 같다.
- 한국서: 710,291책
- 중국서: 265책
- 일본서: 468책
- 기타: 5책
- 서양서: 43,182책
- 비도서: 21,046점